# Flávio Moreira da Costa
Flávio Moreira da Costa (Porto Alegre, janeiro de 1942 - Rio de Janeiro, 23 de março de 2019) foi um escritor brasileiro.
Muito premiado dos anos 90, Flávio Moreira da Costa foi elogiado por Julio Cortázar, Jorge Amado, Antonio Houaiss, Dyonélio Machado, Fernando Namora, Otto Lara Resende, Carlos Drummond de Andrade, Wilson Martins, Fábio Lucas, Benedito Nunes, Otto Maria Carpeaux e Antônio Hohlfeldt, entre outros [carece de fontes?]. Flávio Moreira da Costa vive de literatura há cerca de vinte anos: além dos direitos autorais de sua obra, manteve por duas décadas uma oficina de ficção, sem subsídios ou vínculos com qualquer instituição, por onde já passaram nomes de destaque da moderna prosa brasileira.
Indicado pela Unesco, passou na França os meses de junho e julho de 2003, vivendo como escritor-residente no CAMAC, comunidade artística internacional em Marnay-sur-Seine, a 110 km de Paris, onde escreveu o romance O país dos ponteiros desencontrados, lançado pela Editora Agir em novembro de 2004.
Em março de 2004, convidado pela Associazione Italia-Portogallo, participou do seminário sobre a Transformação do Espaço Político e Literário Português pré e pós 25 de Abril, na Universidade de Nápoles, na Itália. Voltou então à França, como bolsista do Centre National du Livre, e passou os meses de abril e maio novamente no CAMAC, onde trabalhou os originais de outro romance e para onde retornou em 2005, em mais uma residência de dois meses.
O escritor morreu em 23 de março de 2019, no Rio de Janeiro, depois de dez dias internado na Casa de Saúde Pinheiro Machado devido a uma pancreatite.

## Prêmios
- Finalista do Prêmio Jabuti da Câmara Brasileira do Livro, na  categoria Romance, por O país dos ponteiros desencontrados, 2005.
- Prêmio Machado de Assis de Romance, da Biblioteca Nacional[fonte confiável?]; Prêmio Melhor Romance da União Brasileira de Escritores; 2º lugar no Prêmio Nestlé de Literatura, por O equilibrista do arame farpado, 1998.
- Prêmio Jabuti na categoria Contos, por Nem todo canário é belga, 1999[fonte confiável?].
- Prêmio Nacional de Contos do Estado do Paraná (Fundepar), por Malvadeza Durão, 1983.
- Finalista do Prêmio Jabuti categoria Romance, por Modelo para morrer, 2000.

## Livros publicados
(até abril de 2006)

### Romances
- O país dos ponteiros desencontrados. Rio de Janeiro: Agir, 2004.
- O equilibrista do arame farpado. Rio de Janeiro: Record, 1997.
- Às margens plácidas. São Paulo: Ática, 1978.
- As armas e os barões. Rio de Janeiro: Imago, 1975.
- A perseguição. Rio de Janeiro: Francisco Alves, 1973.
- O desastronauta. Rio de Janeiro: Expressão e Cultura, 1971.

### Policiais
- Três casos policiais de Mario Livramento. Rio de Janeiro: Ediouro, 2003.
- Modelo para morrer. Rio de Janeiro: Record, 1999.
- Avenida Atlântica. Rio de Janeiro: Rio Fundo, 1992.
- Os mortos estão vivos. Rio de Janeiro: Record, 1984.

### Contos
- Malvadeza Durão e outros contos. Rio de Janeiro: Agir 2006
- Nem todo canário é belga. Rio de Janeiro: Record, 1998.
- Malvadeza Durão. Rio de Janeiro: Record, 1982.
- Os espectadores. São Paulo: Símbolo, 1976.

### Antologias
- Os melhores contos fantásticos. Rio de Janeiro: Nova Fronteira, 2006.
- Os melhores contos de loucura. Rio de Janeiro: Ediouro, 2007
- Aquarelas do Brasil – contos da nossa música popular. Rio de Janeiro: Agir, 2006.
- Crime feito em casa, contos policiais brasileiros. Rio de Janeiro: Record, 2005.
- Grandes contos populares do mundo. Rio de Janeiro: Ediouro, 2005.
- Contos de medo, horror e morte. Rio de Janeiro: Nova Fronteira, 2005.
- 13 dos melhores contos de mitologia da literatura universal. Rio de Janeiro: Ediouro, 2004.
- 100 melhores histórias eróticas da literatura universal. Rio de Janeiro: Ediouro, 2003.
- 13 dos melhores contos de vampiros da literatura universal. Rio de Janeiro: Ediouro, 2003.
- 100 melhores contos de crime & mistério da lit. universal. Rio de Janeiro: Ediouro, 2002.
- 100 melhores contos de humor da literatura universal. Rio de Janeiro: Ediouro, 2001.
- Onze em campo e um banco de primeira'. Rio de Janeiro: Relume-Dumará, 1998.
- Viver de rir II: um livro cheio de graça. Rio de Janeiro: Record, 1997.
- Crime à brasileira. Rio de Janeiro: Francisco Alves, 1995.
- O mais belo país é teu sonho. Rio de Janeiro: Record, 1995.
- Viver de rir: obras primas do conto de humor. Rio de Janeiro: Record, 1994.
- A nova Califórnia e outros contos de Lima Barreto. Rio de Janeiro: Revan, 1993.
- Plebiscito e outros contos de humor de Arthur Azevedo. Rio de Janeiro: Revan, 1993.
- Onze em campo. Rio de Janeiro: Francisco Alves, 1986.
- Antologia do conto gaúcho. Porto Alegre: Simões, 1970.

### Literatura infanto-juvenil
- O almanaque do Dr. Ross. São Paulo: Nacional, 1985.

### Humor
- Nonadas: o livro das bobagens. Marcos Roque (Ed.). Rio de Janeiro: Francisco Alves, 2000.

### Entrevista
- cara de artista. Porto Alegre: Sulina, 1985.

### Ensaios
- Crime espionagem e poder. Rio de Janeiro: Record, 1987.
- Franz Kafka: profeta do espanto. São Paulo: Brasiliense, 1983.
- Cinema moderno cinema novo. Rio de Janeiro: José Álvaro, 1966.

### Crítica literária
- Os subúrbios da criação. São Paulo: Polis, 1979.

### Biografia
- Nelson Cavaquinho. Rio de Janeiro: Relume-Dumará/RioArte, 2000.

### Texto para livro de arte
- Rio de Janeiro: marcos de uma evolução. Rio de Janeiro: Booklink, 2002.